# Müsüslü
Müsüslü è un comune dell'Azerbaigian situato nel distretto di Ucar. Conta una popolazione di 1 427 abitanti.